# Raga

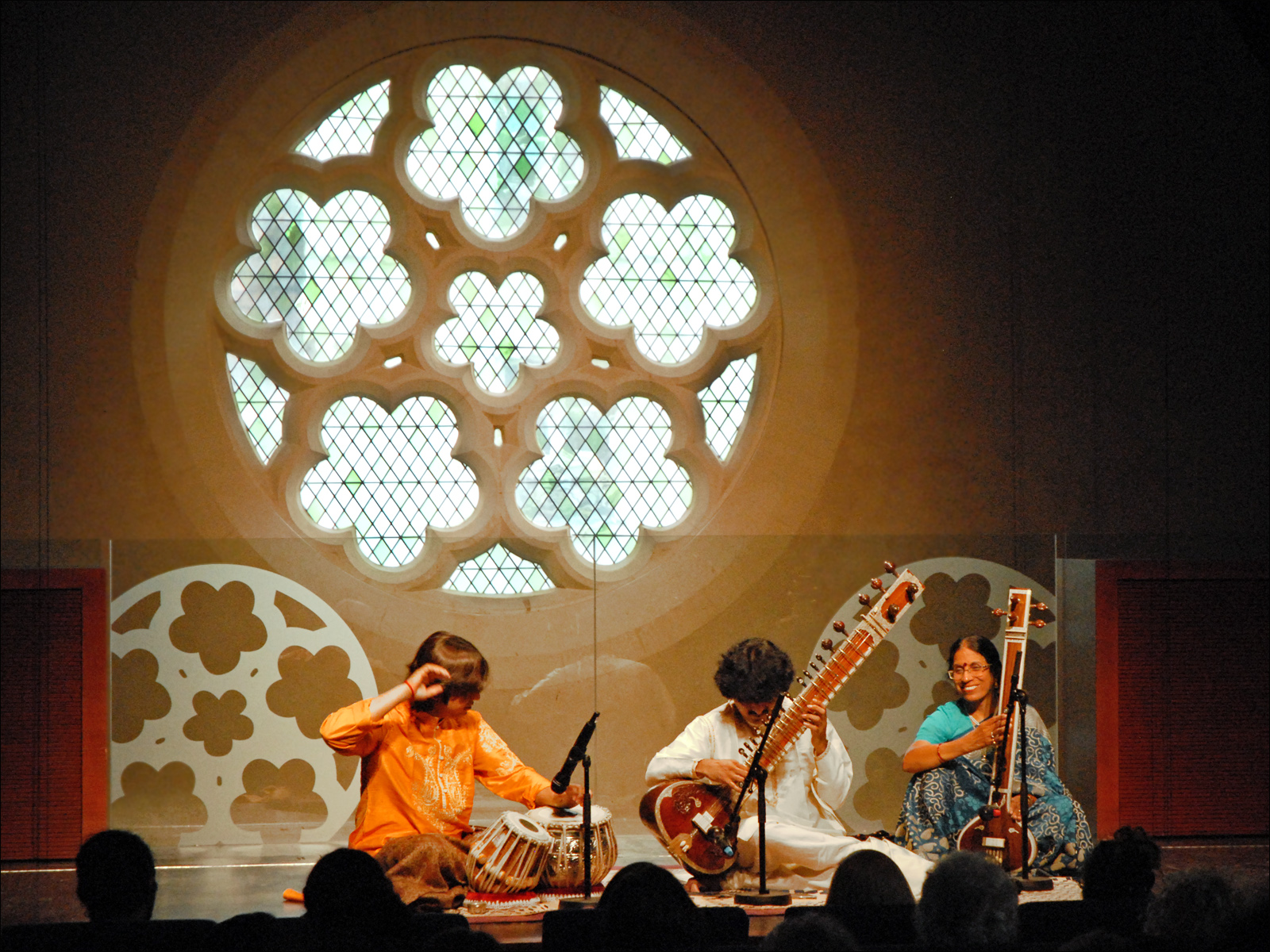
Raga-Aufführung am Collège des Bernardins

Der Raga oder Rag (Hindi: राग, rāg; Sanskrit: रागः, rāgaḥ (Maskulinum); Tamil: ராகம், rāgam (Neutrum)) ist eine melodische Grundstruktur der klassischen indischen Musik. Es handelt sich dabei um eine „Klangpersönlichkeit“, die wiederum einer feststehenden Tonskala, ähnlich den westlichen Kirchentonarten, zugeordnet ist.
Der Raga schreibt vor, welche Töne zu einem Musikstück passen. Ferner gibt der Raga bestimmte melodische und ornamentale Elemente sowie für einige Töne geltende Spielvorschriften an. Der Raga enthält zwei Haupttöne (1. Hauptton, Vadi, und 2. Hauptton, Samvadi), auf denen die Melodiefiguren beginnen und enden, und die den Ausdrucksgehalt der Raga bestimmen. Es gibt eine Unzahl überlieferter Ragas, die oft einer bestimmten Tageszeit (z. B. Todi – Morgen-Raga, Desh – 21–24 Uhr) oder Situation (z. B. Megh – Regen-Raga, Basant – Frühling) zugeordnet sind und mit der emotionalen Qualität des jeweiligen Zeitpunkts übereinstimmen.
Eine wichtige indische Musikform, deren wesentlicher Gehalt es ist, einen Raga zu entfalten, wird ebenfalls Raga genannt: Unter Alap versteht man die Einführung zu dem Raga. Der Alap entfaltet und schmückt die Charakteristiken eines Raga in Bezug auf die Melodie (Phrasen, wichtige Noten, Tonbereich usw.). Der Hauptteil heißt Gat. In ihm setzen dann die Rhythmusinstrumente ein, außerdem wird in ihm dann der Raga voll ausgenutzt und frei in dessen Rahmen improvisiert. Nach symbolisch-ästhetischen Traditionen zu Gruppen zusammengestellte Ragas bilden eine Ragamala.

## Geschichte
In der altindischen Musiklehre Gandharva zur religiösen Musik, die Bharata Muni erstmals um die Zeitenwende in seinem Werk Natyashastra zusammentrug, werden einige Grundbegriffe genannt, die bis heute in der indischen Musik gebräuchlich sind. Grundlage waren die umfassende Zeiteinheit tala, die Tonhöhe svara und der gesungene Text pada. Der Begriff raga taucht hier noch nicht auf, er wird erstmals in dem Matanga Muni zugeschriebenen Werk Brihaddeshi (6.–8. Jahrhundert) erwähnt. Ab dem 14. Jahrhundert wurden die Ragas nach ihrer Ähnlichkeit in ein eindeutiges Schema eingeteilt, das sechs männliche Ragas und sechs weibliche Raginis zur Grundlage hat. Da es weibliche und männliche Namen für einzelne Ragas bereits wesentlich früher gab, könnte die Einteilung nach Geschlechtern noch vor Matanga Munis Zeit begonnen haben. Die weiteren Ragas wurden hiervon abgeleitet.
Um 1620 entwickelte Venkatamakhin ein Skalensystem für die südindische Musik, das 72 Melakartas (grundlegende heptatonische Skalen) enthält. Ende des 19. Jahrhunderts verwarf der Musiktheoretiker Vishnu Narayan Bhatkhande die bisherigen Einteilungen und legte die Grundlagen für die bis heute gültige, sich an einer neuen Notenschrift orientierenden Klassifizierung.

## Tonleiter
Die Tonleitern der westlichen Musik benutzen maximal 12 Töne pro Oktave. Die indische Musik orientiert sich dagegen an den Shrutis (Mikrointervallen), die eine Oktave in 22 Schritte unterteilen. Pro verwendeter Skala (Tonleiter) gibt es 7 Haupttöne, sogenannte Svaras:
Sa Ri Ga Ma Pa Dha Ni Sa
Das „Sa“ besitzt die Rolle des Grundtons und die Svaras beziehen sich stets auf das „Sa“.  Die Svaras entsprechen im Wesentlichen den Solmisationssilben der westlichen Musik Do, Re, Mi, Fa, Sol, La und Si. Allerdings ist eine eins-zu-eins-Zuordnung nicht möglich, da die Tonhöhe zum einen vom verwendeten Raga abhängt, zum anderen auch jeder Musiker sein eigenes „Sa“ hat. Manchmal wird das C der westlichen Musik als „Sa“ verwendet, das „Sa“ kann jedoch auch höher oder tiefer sein. Beim Zusammenspiel mehrerer Musiker werden alle Instrumente auf den Grundton des dominierenden Musikers gestimmt. Vor allem bei Vokalmusik ist das „Sa“ oft um mehrere Ganztöne verschoben. Für Gruppenunterricht benutzt der Lehrer oft aus Erfahrung heraus das Gis als Grundton, da in einer stimmheterogenen Gruppe für alle Singenden die angenehmste Schnittmenge der Grundtöne, auf die sich alle einpendeln können, meist das G oder Gis ist.

## Intervalle
Die indische Musik besitzt keine echte Polyphonie. Sie legt weniger Wert auf Akkorde, sondern misst den einzelnen Tönen mehr Bedeutung zu, deren Beziehung (Intervall) untereinander und zum Grundton wesentlich ist. Deshalb spielt das Nacheinander der Töne (Melodie) die wichtigere Rolle, im Unterschied zur Gleichzeitigkeit der Klänge (Harmonik) in der westlichen Musik.
Üblicherweise erklingt der Grundton als eine Art „Klangteppich“ (Bordun) während eines gesamten Musikstücks, so dass die Spannung zwischen den einzelnen Tönen mit etwas Übung sehr gut empfunden werden kann.

## Indische Notation von Ragas
Da die Kompositionen prinzipiell mündlich weitergegeben werden, gibt es in der indischen Musik keine präzise Notenschrift. Die Töne werden lediglich in Buchstaben festgehalten. Zur Unterscheidung der 22 verschiedenen Shrutis werden die Svaras unterschiedlich notiert, z. B. durch Groß- oder Kleinschreibung, Unterstreichung oder nachgestellte Zahlen.
Im Folgenden werden zwei indische Notationsweisen von Ragas dargestellt, eine nach Ali Akbar Khan und eine nach Amjad Ali Khan. Dabei wird als Grundton das C angenommen:
| Europäische Notation | Indische Notation | Indische Notation |
| Europäische Notation | Ali Akbar Khan    | Amjad Ali Khan    |
| -------------------- | ----------------- | ----------------- |
| C                    | Sa                | Sa                |
| Des                  | ri                | Ri                |
| D                    | Ri                | Ri                |
| Es                   | ga                | Ga                |
| E                    | Ga                | Ga                |
| F                    | ma                | Ma                |
| Fis                  | Ma                | Maa               |
| G                    | Paa               | Pa                |
| As                   | da                | Da                |
| A                    | Da                | Da                |
| B                    | ni                | Ni                |
| H                    | Ni                | Ni                |
| C                    | Sa^               | Sa^               |

Eine weitere Notationsweise (mit nachgestellten Zahlen) ist im Artikel Shruti beschrieben.

## Raga-Skalensystem
In Nordindien entwickelte man Anfang des 20. Jahrhunderts ein verbindliches Skalensystem. Seine derzeitige Fassung ist dem Musikwissenschaftler Vishnu Narayan Bhatkhande zu verdanken. Die Skalen von zehn Ragas erschienen ihm hinreichend, alle nordindischen Melodietypen einzuordnen. Folgende Liste der That-Gruppenbildner ergibt sich aus seinem Werk Kramika Pustaka-malika (6 Bände, 1919–1937):
| 1. Kalyāṇa (कल्याण)                   | c | d   | e  | fis | g | a  | h | c | (entspricht dem lydischen Modus)                  |
| 2. Bilāvala (बिलावल)                  | c | d   | e  | f   | g | a  | h | c | (entspricht dem Dur bzw. ionischen Modus)         |
| 3. Khamāja (खमाज)                    | c | d   | e  | f   | g | a  | b | c | (entspricht dem mixolydischen Modus)              |
| 4. Bhairava (भैरव)                   | c | des | e  | f   | g | as | h | c | (entspricht Zigeuner-Dur)                         |
| 5. Pūrvī (पूर्वी) = Śrī (श्री)           | c | des | e  | fis | g | as | h | c | (keine Entsprechung)                              |
| 6. Māravā (मारवा)                     | c | des | e  | fis | g | a  | h | c | (könnte als „Lydisch b9“ bezeichnet werden)       |
| 7. Kāphī (काफी)                       | c | d   | es | f   | g | a  | b | c | (entspricht dem dorischen Modus)                  |
| 8. Āsāvarī (आसावरी) = Jaunpūrī (जौनपूरी) | c | d   | es | f   | g | as | b | c | (entspricht dem reinen Moll bzw. äolischen Modus) |
| 9. Bhairavī (भैरवी)                   | c | des | es | f   | g | as | b | c | (entspricht dem phrygischen Modus)                |
| 10. Toḏī (तोड़ी)                       | c | des | es | fis | g | as | h | c | (keine Entsprechung)                              |